# دولة اوغوز ياغبو
دولة اوغوز ياغبو (اوغوز ياغبو، تعنى أرض الغز، دولة أوغوز, 750–1055) كانت دولة تركية التي أسسها الأتراك الأوغوز في 766، وتقع جغرافيا في منطقة بين سواحل بحر قزوين وبحر آرال. احتلت قبائل أوغوز أراضي واسعة في كازاخستان على طول انهار ارجيز، يايك، ايمبا، منطقة بحر آرال، ووادي نهر سيحون، وسفوح جبال قاراتو في تيان شان، ووادي نهر تشو. عاش الأوغوز بالقرب من بحر آرال، في منطقة شمال بحر قزوين، وعلى طول مجرى السفلي من سيحون. كما تقدمت الرابطة السياسية للأوغوز فيما بعد في القرنيين 9 و10 في حوض مجرى الوسطى والدنيا من نهر سيحون المجاور للسهوب الغربية لكازاخستان.

## أصل التسمية
فإن أصل كلمة «أوغوز» غير واضحة. نوقش ذلك عدة مرات في الأدب التاريخي واللغوي. قد يعنى المصطلح على الارجح «قبائل»، أو «اتحاد القبائل»  في اللغة العربية حمولة من امثلتها قبيلة عتيبة حلف قبلي ، ومن ثم يمكن أن يتحول إلى اسم عرقية جماعي. فمن المعروف ان المناطق الأوغوز الأصلية كانت المناطق الجنوبية الشرقية من وسط آسيا. كما أن بداية أوائل تشكيلات مجموعات الأوغوز ارتبطت بجيتيسو الغربية (المعروفة في كثير من الأحيان، في اللغات الأوروبية والروسية.)

## تاريخ

### اوائل التاريخ
أول مرجع لدولة الأوغوز هي من قبل الجغرافي العربي اليعقوبي، الذي أطلق على الغز «الملوك». في جيتيسو كانت عاصمة الأوغوز القديمة جوزية. كما أن المصادر الصينية التي صعدت في القرنين ال7 وال8 حيث حددت أن اتحاد الأوغوز «توكوز أوغوز» التي ظهرت بشكل متتابع في محيط إيسيك كول - تالاس

### التاريخ السياسي
لعبت دولة أوغوز دورًا مهمًا في التاريخ العسكري والسياسي لأوراسيا. في عام 965، تحالفت دولة أوغوز مع كييف روس في حرب ضد خزر كاجاناتي. في عام 985، هزم التحالف مع كييف روس بلغار الفولغا، مما زاد من القوة السياسية لدولة أوغوز.
في مطلع القرنين العاشر والحادي عشر، اندلعت انتفاضات شعبية ضد الضرائب المُفرطة في الدولة، وأصبحت الثورات قوية بشكل خاص في النصف الثاني من القرن العاشر، خلال حكم علي يابغو. تبين أن الانقسام بين حُكام الأوغوز والفرع السلجوقي للأوغوز ضاراً بالدولة. واستخدمت الاضطرابات من قبل الفرع السلجوقي، الذي قاد انتفاضة واستولى على جند، لكن سرعان ما أجبروا على مغادرة منطقة.

## أُنظر أيضاً
- دقاق